# Manuel Covella
Manuel Covella (Argentina, 19 de octubre de 1990) es un jugador profesional argentino de rugby que se desempeña en la posición de centro interior en Dallas Jackals, equipo perteneciente a la liga Major League Rugby.

## Carrera
En 2021, Covella se unió al equipo Club Gimnasia y Esgrima de Rosario (2021-2023), después pasó a Dallas Jackals, disputando su primera temporada en la Major League Rugby.